# Wiley-Blackwell
Pour les articles homonymes, voir Wiley et Blackwell.
Wiley-Blackwell est un éditeur de revues scientifiques.
L'entreprise a été fondée en 2001, sous le nom de Blackwell Publishing, à la suite de la fusion de Blackwell Science et Blackwell Publishers, deux entreprises d'Oxford spécialisées dans la publication universitaire.
Ces deux entreprises ont été créées au XIXe siècle par la société Blackwell's, éditeur et libraire. C'est un des leaders mondiaux de la publication scientifique[réf. nécessaire]. En 2006, le groupe a publié plus de 750 revues scientifiques, dont plus du deux tiers sont publiées au nom d’organisations et associations à but non lucratif. En outre, plus de 600 livres dans le monde entier, principalement des ouvrages scolaires et professionnels en science dont la médecine et les sciences humaines.
L'entreprise comptait en 2006, 990 employés, avec des bureaux aux États-Unis, au Royaume-Uni, en Australie, en Chine, au Danemark, en Allemagne, à Singapour et au Japon.
En novembre 2006, John Wiley & Sons rachète Blackwell Publishing pour 572 millions de livre sterling, et depuis lors l'entreprise a pris le nom de Wiley-Blackwell.